# Minh họa

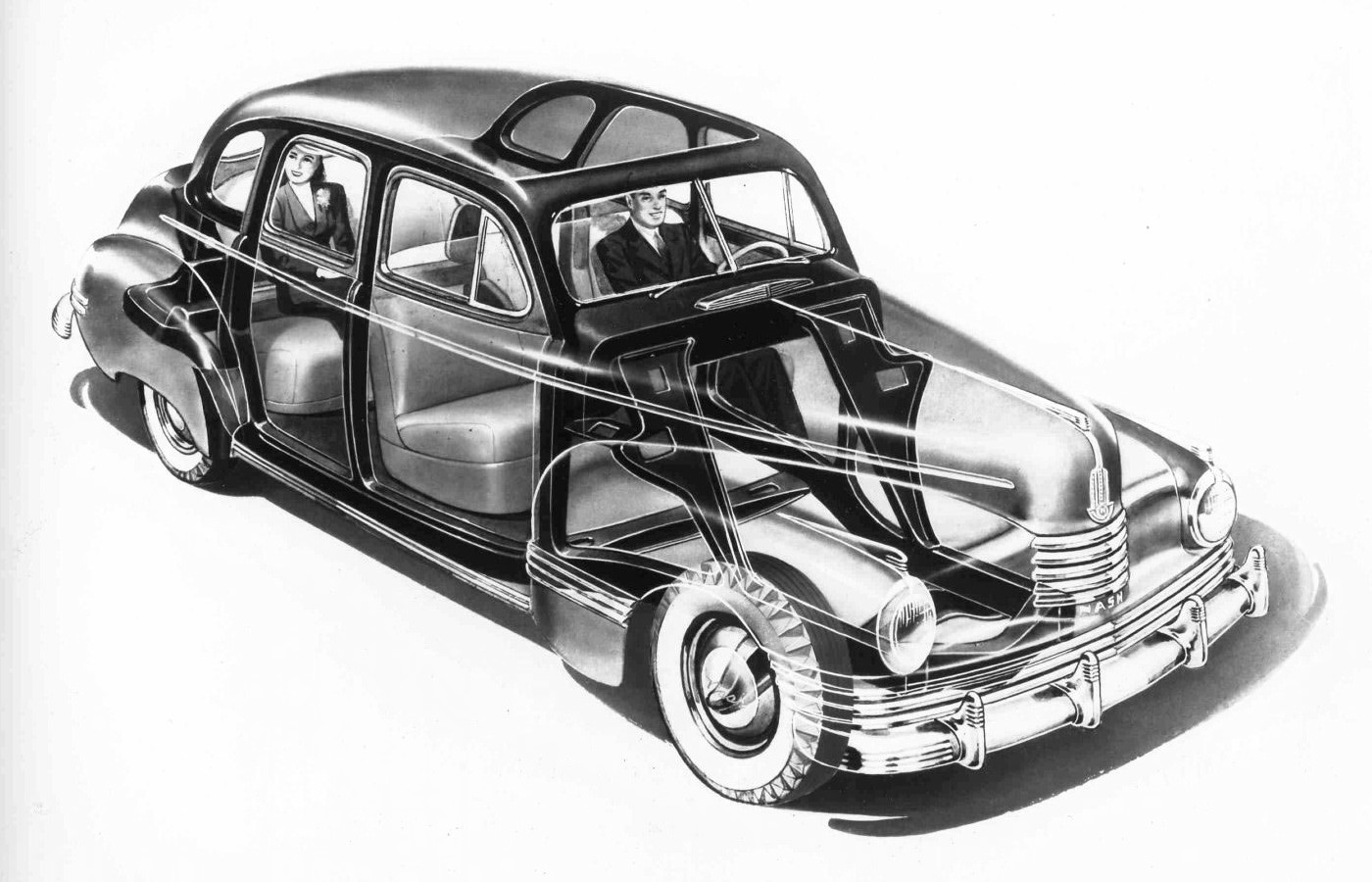
Tranh cắt lớp minh họa chiếc xe hơi Nash 600 (1942) của Mỹ

Minh họa là một lối trang trí, diễn đạt hoặc giải thích trực quan một văn bản, một khái niệm hoặc một quy trình. Tác phẩm minh họa được tích hợp trên các xuất bản phẩm như áp phích, tờ rơi, tạp chí, sách, tài liệu giáo khoa, phim hoạt hình, trò chơi điện tử và phim điện ảnh. Sự minh họa cũng có nghĩa là việc đưa ra ví dụ ở dạng chữ viết hoặc hình ảnh.

## Minh họa trong khoa học và kỹ thuật
Minh họa trong lĩnh vực khoa học và kỹ thuật có mục đích truyền đạt thông tin về bản chất khoa học và kỹ thuật, "để tạo ra hình ảnh biểu cảm truyền tải thông tin nhất định một cách hiệu quả thông qua kênh trực quan đến người xem." Vì đối tượng người xem là người ngoài ngành, cho nên phương tiện minh họa phải có khả năng "tạo ấn tượng tổng thể để hiểu đối tượng là gì và làm được gì, nhằm tăng sự hứng thú và hiểu biết của người xem." Ngày nay, người ta hay dùng phần mềm 2D hay 3D để tạo nên các minh họa vừa chính xác lại vừa dễ bổ sung, cập nhật.